# Gârliciu (gmina)
Gârliciu – gmina w Rumunii, w okręgu Konstanca. Obejmuje tylko jedną miejscowość Gârliciu. W 2011 roku liczyła 1619 mieszkańców.